# Кетрін, на прізвисько Пташка
Кетрін, на прізвисько Пташка (англ. Catherine, Called Birdy) — британсько-американський комедійний фільм про Середньовіччя, написаний і знятий Ліною Данем, заснований на однойменній книзі Карен Кушман.
Фільм вийшов у широкий прокат 23 вересня 2022 року та 7 жовтня 2022 року на Prime Video.

## Актори
- Белла Рамзі — Кетрін (також «Берді»)
- Біллі Пайпер — мати Кетрін
- Ендрю Скотт — батько Кетрін
- Леслі Шарп — нянька Кетрін
- Джо Алвін — Джордж, дядько Кетрін
- Софі Оконедо — Етельфріта Роуз Сплінтер Девонська, заможна вдова, яка виходить заміж за Джорджа
- Дін-Чарльз Чепмен — Роберт, старший брат Кетрін
- Арчі Рено — Едвард, старший брат Кетрін
- Ральф Айнесон — Golden Tiger
- Ліна Данем

## Виробництво
У лютому 2021 року було оголошено, що Ліна Данем написала сценарій і буде режисером фільму, заснованого на дитячому романі Карен Кушман «Кетрін, названа пташкою», який був «її давнім бажаним проєктом». Наприкінці березня 2021 року було оголошено, що Біллі Пайпер, Ендрю Скотт та Белла Рамзі увійшли до основного складу. 1 квітня 2021 року стало відомо, що Джо Алвін та Дін-Чарльз Чепмен приєдналися до акторського складу фільму.
Основні зйомки почалися 30 березня 2021 року в безпосередній близькості від замку Стоксей у Шропширі у Великій Британії.

## Реліз
Фільм планується випустити в обмеженому випуску 23 вересня 2022 року компанією Amazon Studios, перш ніж транслювати на Prime Video 7 жовтня 2022 року